# GPT-4.5
GPT-4.5 (surnommé Orion) est un grand modèle de langage qui fait partie de la série GPT d'OpenAI. Il est sorti le 27 février 2025. GPT-4.5 est accessible aux abonnés à ChatGPT Plus et Pro via le sélecteur de modèles sur la version Web, mobile et ordinateur de ChatGPT, avec des plans de l’apporter à d’autres abonnements. Il est également accessible via l'API OpenAI ou l'OpenAI Developer Playground.

## Aperçu
GPT-4.5 a été principalement formé à l’aide d’apprentissage non supervisé, ce qui améliore sa capacité à reconnaître des schémas, à établir des liens et à générer des idées créatives sans raisonnement. Cette méthode a été combinée à du réglage fin supervisé et à un apprentissage par renforcement à partir de commentaires humains. GPT-4.5 a été à l'aide de Microsoft Azure.
Sam Altman a décrit GPT-4.5 comme un « modèle géant et coûteux ». Depuis février 2025, via l'API d'OpenAI, intéragir avec GPT-4.5 coûte 75 $ par million de tokens d'entrée et 150 $ par million de tokens de sortie, tandis que GPT-4o ne coûte que 2,50 $ par million de tokens d'entrée et 10 $ par million de tokens de sortie.
GPT-4.5 a été testé sur l'ensemble de tests MMLU, qui a testé 15 langues différentes, à savoir l'arabe, le bengali, le chinois, l'anglais, le français, l'allemand, l'hindi, l'Italien indonésien, l'italien, le japonais, le coréen, le portugais, l'espagnol, le swahili et le yoruba,  surpassant GPT-4o sur toutes ces langues.

## Réception
Cade Metz, écrivant pour le New York Times, a déclaré que GPT-4.5 « signifie la fin d'une époque » et que GPT-4.5 est « peu susceptible de générer autant d'enthousiasme que GPT-4 ». De nombreux autres médias, tels que The Verge et Axios, ont également parlé de la sortie du modèle,.